# درکول، روستا
درکول یک منطقهٔ مسکونی در ایران است که در دهستان ماهرو واقع شده‌است.